# کوکاتو، ویکتوریا
کوکاتو (به انگلیسی: Cockatoo) یک شهرک در استرالیا است که در ویکتوریا (استرالیا) واقع شده‌است.